# Mokpwe
Mokpwe (auch Bakpwe, Bakwedi, Bakwele, Bakweri, Bekwiri, Kwedi, Kweli, Kwili, Kwiri, Mokpe, Ujuwa, Vakweli und Vambeng) ist eine Bantusprache und wird von circa 32.200 Menschen von der Volksgruppe der Kpe in Kamerun gesprochen. 
Sie ist im Département Fako in der Region Sud-Ouest verbreitet. Circa 15–25 % der zweitsprachigen Sprecher können Mokpwe lesen und schreiben.

## Klassifikation
Mokpwe ist eine Nordwest-Bantusprache und gehört zur Duala-Gruppe, die als Guthrie-Zone A20 klassifiziert wird.